# Universidade Nacional de Odessa
A Universidade Nacional de Odessa, também conhecida por Universidade Nacional de Odessa I.I. Mechnikov (ucraniano: Одеський національний університет імені І.І. Мечникова; russo: Одесский национальный университет имени И.И. Мечникова), localizada em Odessa, Ucrânia é uma das maiores universidades daquele país, fundada em 1865, por um édito do czar Alexandre II da Rússia, a partir do Liceu Richelieu de Odessa. Inicialmente denominada Universidade Imperial Novorossiya, após a criação da União Soviética passou a designar-se Universidade Nacional de Odessa I.I. Mechnikov, designação que mantém, tomando a instituição por patrono Ilya Ilyich Mechnikov, um microbiologista e imunologista, Nobel de Fisiologia ou Medicina de 1908, que nela ensinou.